# Recuperarea internațională a activelor
Recuperarea internațională a activelor reprezintă orice efort întreprins de guverne pentru repatrierea veniturilor obținute din corupție și ascunse în jurisdicții străine. Astfel de active pot fi sume de bani din conturi bancare, bunuri imobile, vehicule, opere de artă, metale prețioase.
Procesul de recuperare internațională a activelor implică urmărirea, înghețarea, confiscarea și repatrierea fondurilor depozitate în alte jurisdicții, devenind astfel „unul dintre cele mai complexe domenii ale dreptului”. Recompensele potențiale în țările în curs de dezvoltare fac din recuperarea internațională a activelor o inițiativă extrem de atrăgătoare. Deși legislația internă din unele state permite confiscarea și sechestrarea veniturilor provenite din corupție, progresele în domeniul financiar, al transporturilor și al tehnologiei comunicațiilor din secolul al XX-lea au facilitat ascunderea unor sume masive de avere furată în centre financiare offshore de către lideri corupți și alte persoane expuse politic.

## Etapele procesului de recuperare

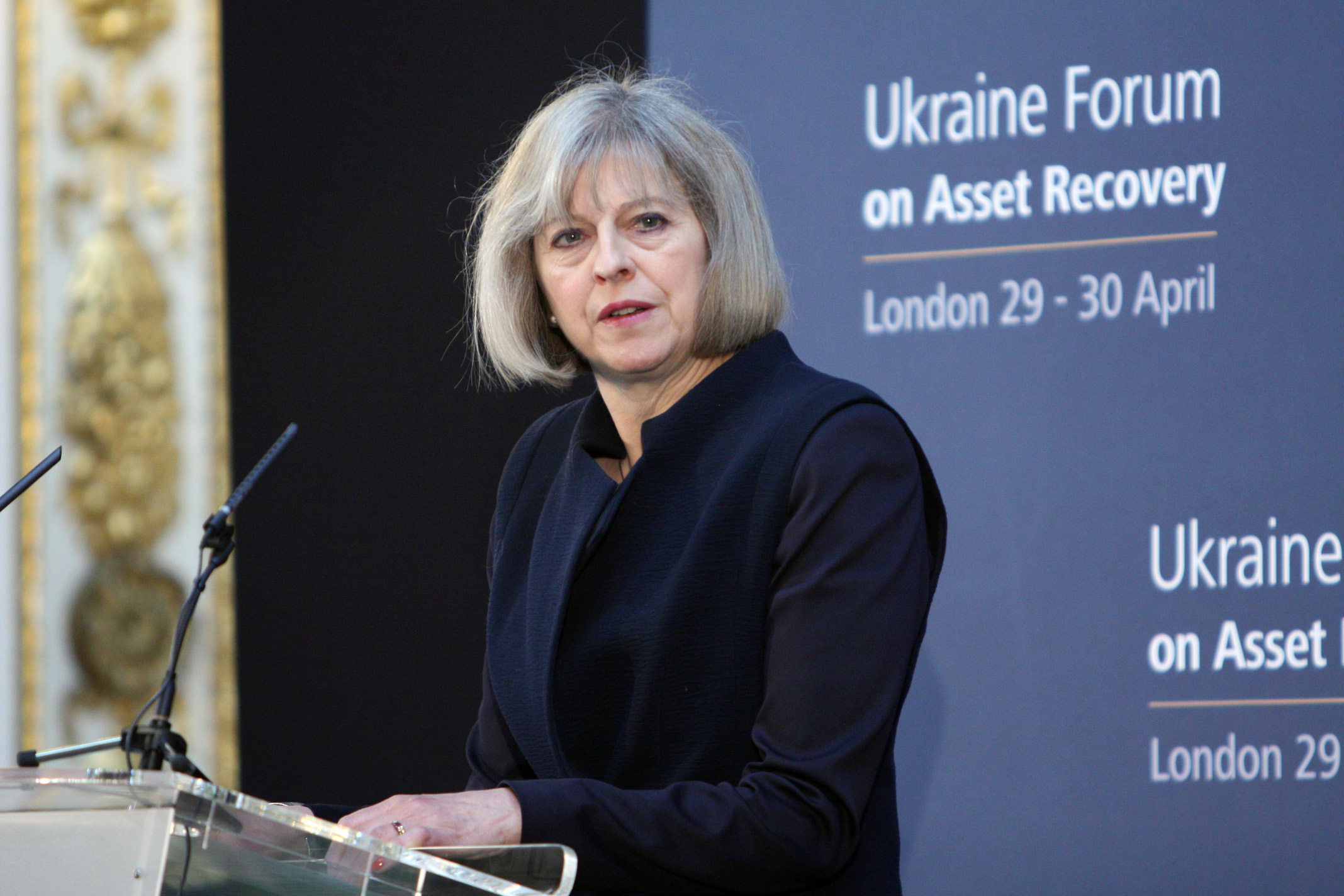
Fostul prim-ministru, pe atunci ministru de interne, Theresa May, la Forumul ucrainean privind recuperarea activelor, la Londra, 29 aprilie 2014.

Gestionarea etapelor unei investigații de recuperare a activelor poate fi extrem de consumatoare de timp, complexă și necesită o cantitate mare de resurse, expertiză și voință politică. În primul rând, o țară victimă trebuie să reușească să identifice activele furate. În al doilea rând, țara victimă trebuie să solicite cooperarea autorităților din jurisdicțiile în care se află activele pentru a le confisca; aceste cereri se prezintă de obicei sub forma unei cereri de asistență juridică internațională (Mutual Legal Assistance – MLA). În al treilea rând, de obicei, în țara solicitată trebuie inițiate proceduri legale pentru confiscarea activelor. Ulterior, autoritățile solicitate trebuie să repatrieze activele înapoi în țara solicitantă.

### Urmărirea activelor
Identificarea existenței activelor printr-o anchetă financiară detaliată reprezintă primul pas în orice proces de recuperare. Nu este suficientă localizarea bunurilor, ci trebuie demonstrată și legătura cauzală dintre acestea și activitatea infracțională. Această sarcină este deosebit de dificilă în țările în curs de dezvoltare, unde economia este adesea bazată pe numerar și tranzacțiile nu trec prin sistemul financiar înregistrat.
Când activele sunt tranzacționate prin intermediul instituțiilor financiare, traseul banilor între conturi poate lăsa o urmă contabilă care poate fi exploatată de anchetatori. Totuși, bunurile furate sunt frecvent disimulate prin conturi multiple și entități corporative, ceea ce face investigația complexă. În aceste cazuri, documentele financiare confiscate, rapoartele privind tranzacțiile suspecte și cooperarea internațională sunt esențiale.
Ocazional, investigatorii pot descoperi documente directe privind activele deturnate. De exemplu, ancheta referitoare la miliardele sustrase de Ferdinand Marcos a fost accelerată prin descoperirea registrelor bancare ale acestuia în palatul prezidențial. În plus, rapoartele de activități suspecte depuse la unitățile naționale de informații financiare pot adesea dezvălui conexiuni care pot expune cazuri de corupție la scară largă.
Pentru a obține informații confidențiale din jurisdicții străine, este necesară trimiterea unei cereri de tip MLA, inițierea unei acțiuni civile în instanță sau transmiterea unei scrisori rogatorii prin canale diplomatice. Cooperarea este mai eficientă atunci când între țări există tratate bilaterale sau multilaterale.

### Înghețarea activelor
După identificarea activelor suspecte, înghețarea acestora devine crucială. Însă un îngheț prematur poate afecta negativ urmărirea fondurilor, în timp ce o întârziere poate permite mutarea acestora în afara jurisdicției anchetei. Confidențialitatea este esențială: instanțele pot emite ordine de interdicție pentru a împiedica băncile sau funcționarii să-și anunțe clienții.

### Confiscare/sechestrare/deposedare
Fie că este vorba de proceduri penale sau civile, o hotărâre judecătorească este necesară pentru a transfera legal proprietatea activelor înghețate înapoi către statul solicitant. În general, există patru metode care pot fi adoptate pentru recuperarea bunurilor furate.

#### Confiscarea penală
Instanțele au autoritatea de a confisca bunuri identificate ca produse sau instrumente ale unei infracțiuni. În context internațional, confiscarea printr-o condamnare penală este posibilă doar dacă între state există o bază legală, cum ar fi un acord bilateral sau multilateral. În lipsa unui astfel de cadru, Convenția Națiunilor Unite împotriva Corupției (UNCAC) poate fi invocată ca fundament legal pentru recunoașterea hotărârilor de confiscare obținute în instanțe penale străine.
„Fiecare stat parte...va lua măsurile necesare pentru a permite autorităților sale competente să pună în aplicare o hotărâre de confiscare emisă de o instanță a unui alt stat parte.”—Articolul 54, secțiunea 1(a), UNCAC
Eficiența reală a recuperării internaționale a activelor depinde de cooperarea interstatală și de două elemente critice: o condamnare penală în statul solicitant sau receptor și o hotărâre executorie de confiscare. Cu toate acestea, îndeplinirea condițiilor pentru recuperarea internațională a activelor prin intermediul condamnărilor penale rămâne o problemă: inculpații pot fi decedați sau fugiți din țară. Cererile de asistență juridică reciprocă trebuie să fie detaliate și redactate cu precizie în limba statului solicitat. În plus, inculpații influenți și puternici își pot folosi influența pentru a suprima anchetele, a manipula martori sau judecători sau a angaja firme de avocatură pentru a crea amânări și apeluri nesfârșite.

#### Proceduri civile
O alternativă eficientă este acțiunea civilă. Statul inițiază un proces în instanțele civile ale jurisdicției unde se află bunurile ilicite. Procedura este similară cu cele inițiate de cetățeni sau companii în cazuri de fraudă.
Această metodă este eficientă în cazurile în care o condamnare penală nu poate fi obținută. Printre avantajele procedurii civile se numără un prag mai scăzut al probei („clar și convingător” în loc de „dincolo de orice îndoială”) și faptul că procesul poate continua în lipsa inculpatului, cu condiția ca notificarea să fi fost legal făcută. Instanțele civile pot, de asemenea, îngheța bunuri, ridica secretul bancar, emite ordine de confidențialitate și autoriza percheziții.

#### Acțiuni civile împotriva bunurilor
O a treia metodă este procedura de confiscare fără condamnare (Non-Conviction Based Asset Forfeiture – NCBF). Aceasta are loc într-o instanță civilă și nu necesită condamnarea unei persoane, ci doar demonstrarea implicării bunului într-o activitate ilegală. Un avantaj al acțiunilor in rem este că nu necesită nici o condamnare civilă, nici penală împotriva unei persoane pentru a-i confisca bunurile.
De exemplu, un proces ar putea purta numele „Statele Unite ale Americii vs. 100.000 USD într-o caminonetă Toyota”. Sarcina probei revine statului, iar proprietarul trebuie să demonstreze nevinovăția bunului sau să invoce statutul de proprietar nevinovat.
Exemple de legislație in rem pot fi găsite în jurisdicții precum Statele Unite, Regatul Unit, Filipine, Australia, Columbia și Irlanda.

#### Acțiunea civilă reparatorie
În sistemele de drept civil, există o procedură hibridă între confiscarea penală și în rem, acțiunea civilă reparatorie. Aceasta are scopul de a despăgubi victimele infracțiunilor și de a accelera procesul în cadrul instanței penale. Spre deosebire de o confiscare penală sau de o acțiune in rem, o acțiune civilă reparatorie recunoaște daunele și acordă o compensație bănească.
De exemplu, în Elveția, unde statele străine care solicită restituirea activelor dobândite prin corupție sunt adesea autorizate să se constituie parte civilă în anchetele sau procedurile penale elvețiene privind aceste active. Statul străin va avea posibilitatea de a accesa documentele din dosarul instanței, de a participa la audierea martorilor, de a prezenta observații magistratului de instrucție și de a solicita repatrierea activelor.

### Repatriere
Nu există o procedură standard pentru restituirea bunurilor dobândite ilicit, deoarece nu există două cazuri exact la fel. Anumite cazuri care implică recuperarea activelor au întâmpinat dificultăți în etapa de repatriere. Deși banii furați sunt, fără îndoială, proprietatea suverană a guvernului solicitant, executarea cererilor de recuperare a activelor este complexă și costisitoare.
În plus, țările solicitate nu doresc să vadă din nou activele repatriate delapidate. Deși stabilirea modului de cesionare a activelor se face de la caz la caz, Banca Mondială a acționat ca o terță parte neutră pentru a se asigura că activele sunt investite în eforturi de dezvoltare, cum ar fi sănătatea și educația.

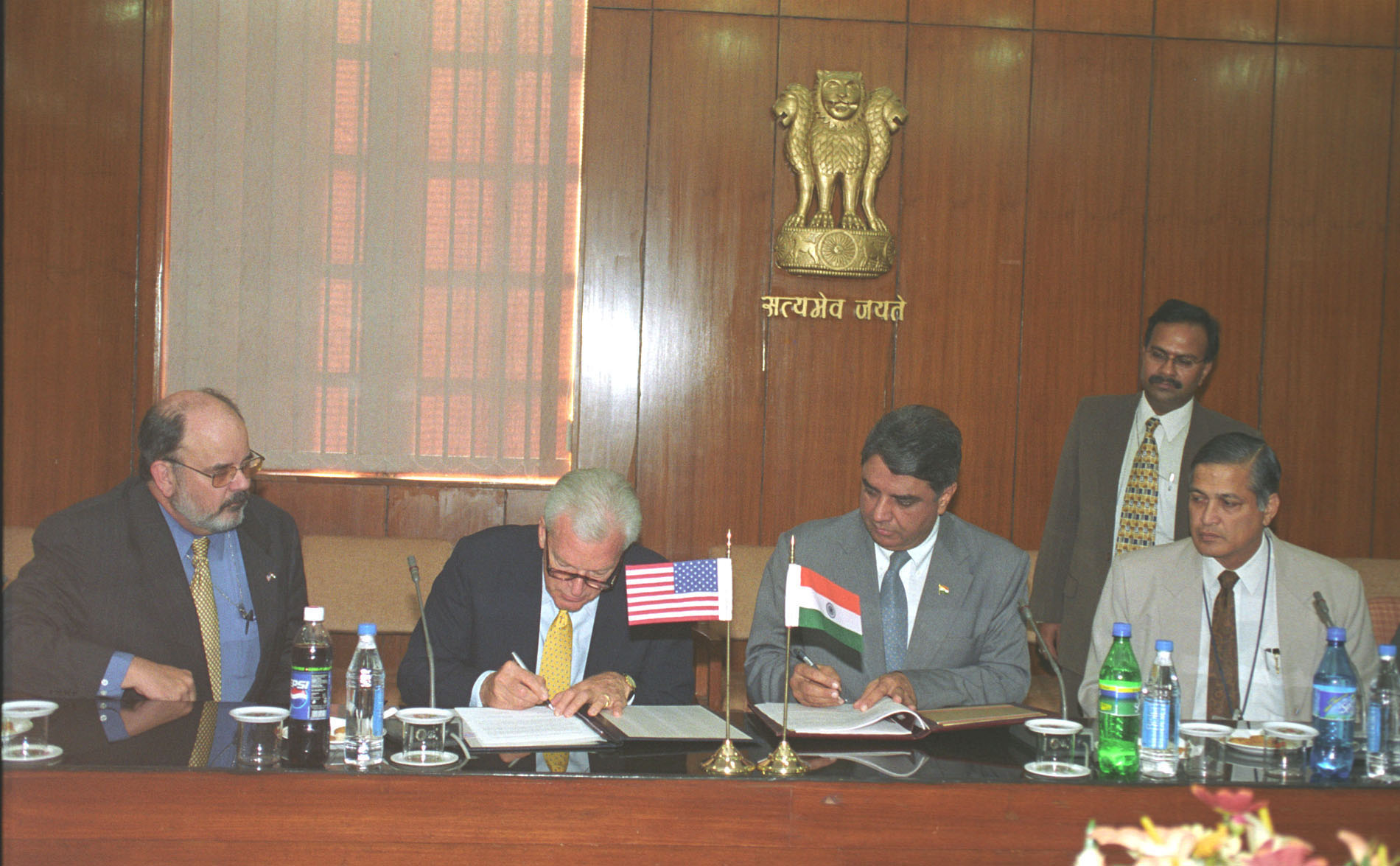
Semnarea Acordului de asistență juridică judiciară între India și Statele Unite în 2005

Printre cazurile de repatriere cunoscute sunt: Ferdinand Marcos, Viktor Ianukovici, Pavlo Lazarenko

## Cadrul internațional
- Convenția Națiunilor Unite împotriva Corupției (2005)
- Convenția OCDE privind combaterea luării de mită a funcționarilor publici străini în tranzacții comerciale internaționale (1999)
- Convenția Națiunilor Unite împotriva criminalității transnaționale organizate (2003)[7]
- Convenția Uniunii Africane privind prevenirea și combaterea corupției și a infracțiunilor conexe (2003)
- Convenția interamericană împotriva corupției (1997)[8]

Există și organizații internaționale ce furnizează asistență tehnică și cercetare:
- Biroul Națiunilor Unite pentru Droguri și Criminalitate (UNODC)
- Inițiativa Băncii Mondiale pentru Recuperarea Activelor Furate (StAR)
- Centrul Internațional pentru Recuperarea Activelor (ICAR)
- Asociația Internațională pentru Recuperarea Activelor (IAAR)
- Organizația pentru Cooperare și Dezvoltare Economică (OECD)
- Transparency International (TI)
- Grupul de Acțiune Financiară (FATF)
- Organizația pentru Securitate și Cooperare în Europa (OSCE)
- Centrul de Resurse Anticorupție U4 (U4)
- Rețeaua Judiciară Europeană
- Rețeaua emisferică de schimb de informații pentru asistență reciprocă în materie penală și extrădare a Organizației Statelor Americane[9]
- Rețeaua Vânătorilor de Corupție
- Rețeaua de persoane de contact a Commonwealth-ului
- Rețeaua Interinstituțională pentru Recuperarea Activelor în Asia-Pacific (ARIN-AP)

## Provocări
În ciuda creșterii capacităților naționale și a cooperării internaționale sporite, încă rămân multe provocări tehnice, juridice, politice și materiale.

### Lipsa voinței politice de a impune recuperări
Lipsa voinței politice a fost identificată în mod repetat ca unul dintre principalele obstacole în calea unei recuperări internaționale eficiente a activelor:
- Lipsa finanțării
- Lipsa informațiilor suficiente
- Răspunsuri lente (sau reticență) din partea țărilor solicitate
- Lipsa capacității tehnice
- Lipsa procedurilor reparatorii

### Repatrierea activelor
Condițiile exacte ale repatrierii nu sunt încă clare. În lipsa unor acorduri specifice de asistență juridică reciprocă, repatrierile se realizează de la caz la caz.
De exemplu, Elveția a confiscat 600 de milioane USD din averea furată de fostul președinte nigerian Abacha, dar a încheiat un acord prin care banii au fost folosiți în scopuri de dezvoltare, monitorizate de Banca Mondială. Alte acorduri pot fi însă mai puțin favorabile. Când Indonezia a cerut inițial Hong Kongului repatrierea activelor bancherului indonezian Hendra Rahardja, autoritățile din Hong Kong au oferit asistență contra unui comision de 20%, urmând ca restul sumei să fie împărțit în mod egal.
Procedurile reparatorii sunt necesare în situațiile în care inculpatul a decedat, s-a sustras sau termenul de prescripție a expirat. În cazul în care se aplică oricare dintre aceste condiții, un proces penal tradițional nu este posibil, iar activele nu pot fi recuperate.